# Al Jazeera Documentales
El canal de Al Jazeera documentales (en árabe:الجزيرة الوثائقية, en inglés:Al Jazeera Documentary channel) Es una canal de documentales de la red de canales de Al Jazeera ubicado en la capital de Catar. Fue lanzado el 1 de enero de 2007 y dos años después lanzó su portal web. Su programación (15% producción local) como indica su nombre se basa en documentales de historia, política, ciencia, arte,salud y temas de viajes. El canal solo se emite en Idioma árabe y su eslogan es detrás de cada historia (وراء كل صورة..حكاية).